# In a Garden (wiersz Algernona Charlesa Swinburne’a)
In a Garden – wiersz angielskiego poety Algernona Charlesa Swinburne’a, opublikowany w tomiku Poems and Ballads. Third Series, wydanym w Londynie w 1889 roku przez spółkę wydawniczą Chatto & Windus. Utwór składa się z siedmiu strof czterowersowych i jest oparty na paralelizmie:
Baby, see the flowers!
– Baby sees
Fairer things than these,
Fairer though they be than dreams of ours.
Baby, hear the birds!
– Baby knows
Better songs than those,
Sweeter though they sound than sweetest words.